# Gommerville (Eure-et-Loir)
Gommerville ist eine französische Gemeinde mit 667 Einwohnern (Stand 1. Januar 2022) im Département Eure-et-Loir in der Region Centre-Val de Loire. Sie gehört zum Arrondissement Chartres und ist Mitglied im Gemeindeverband Communauté de communes Cœur de Beauce. Die Einwohner werden Gommervillois und Gommervilloises genannt.
Sie entstand mit Wirkung vom 1. Januar 2016 als namensgleiche Commune nouvelle durch die Zusammenlegung der bisherigen Gemeinden Gommerville und Orlu. Lediglich Orlu hat in der neuen Gemeinde den Status einer Commune déléguée. Der Verwaltungssitz befindet sich im Ort Gommerville.

## Gliederung
| Ortsteil                        | ehemaliger INSEE-Code | Fläche (km²) | Höhenlage (m) |     | Dichte (Einw. je km²) | Kantonszugehörigkeit |
| ------------------------------- | --------------------- | ------------ | ------------- | --- | --------------------- | -------------------- |
| Gommerville (Verwaltungssitz)00 | 28183                 | 27,23        | 123–151       | 653 | 24,0                  | Voves                |
| Orlu                            | 28288                 | 05,22        | 133–151       | 037 | 07,1                  | Auneau               |

## Lage
Gommerville liegt rund 35 Kilometer südöstlich von Chartres. Nachbargemeinden sind:
- Oysonville im Norden,
- Congerville-Thionville im Nordosten,
- Pussay im Osten,
- Angerville im Südosten,
- Intréville im Süden,
- Mérouville und Baudreville im Südwesten,
- Ardelu im Westen sowie
- Châtenay und Vierville im Nordwesten.

Westlich der Gemeindegrenze verläuft die Autobahn A10.

## Bevölkerungsentwicklung
| Gemeinde                  | Einwohnerzahlen (Census) |      |      |      |      |      |      |      |      |      |      |
| Gemeinde                  | 1962                     | 1968 | 1975 | 1982 | 1990 | 1999 | 2006 | 2008 | 2011 | 2013 | 2016 |
| ------------------------- | ------------------------ | ---- | ---- | ---- | ---- | ---- | ---- | ---- | ---- | ---- | ---- |
| Gommerville00             | 397                      | 350  | 445  | 417  | 459  | 473  | 570  | 575  | 607  | 637  | 642  |
| Orlu                      | 44                       | 49   | 43   | 37   | 30   | 31   | 46   | 49   | 44   | 39   | 38   |
| Gommerville               | 441                      | 399  | 488  | 454  | 489  | 504  | 616  | 624  | 651  | 676  | 680  |
| Quelle: Cassini und INSEE |                          |      |      |      |      |      |      |      |      |      |      |

Die (Gesamt-)Einwohnerzahlen der Gemeinde Gommerville wurden durch Addition der bis Ende 2015 selbständigen Gemeinden ermittelt.